# Aleksander Vinokurov
Aleksander Nikolajevič Vinokurov (rusko Александр Николаевич Винокуров), kazahstanski kolesar, * 16. september 1973, Petropavl, Sovjetska zveza.
Vinokurov je nekdanji profesionalni cestni kolesar in trenutni športni direktor UCI WorldTeam ekipe Astana.
V svoji karieri je dosegel dve bronasti medalji na svetovnih prvenstvih, po štiri etapne zmage na Dirki po Franciji in Dirki po Španiji, kjer je leta 2006 dosegel tudi skupno zmago, dve zmagi na spomeniku Liège–Bastogne–Liège, eno na dirki Amstel Gold Race. Kot zadnji večji uspeh v karieri je osvojil zlato medaljo na cestni dirki Poletnih olimpijskih iger 2012 v Londonu, na Poletnih olimpijskih igrah 2000 v Sydneyu je bil v isti disciplini olimpijski podprvak. Leta 2007 je prejel dvoletno prepoved tekmovanja zaradi zlorabe dopinga. Leta 2019 je bil obtožen prirejanja rezultatov v Liègeu, toda kasneje je bil oproščen obtožb.
Po olimpijskem naslovu prvaka je končal kariero in leta 2013 prevzel mesto športnega direktorja v ekipi Astana. Junija 2021 je bil odpuščen, toda avgusta istega leta se je vrnil na položaj. Je častni polkovnik v kazahstanski vojski. Z ženo in otroki živi v Franciji.